# Zомбі канікули
«Zомбі канікули» — російський треш 2013 року режисера Кирила Кемниця. Прем'єра в Росії відбулися 15 серпня 2013 року.

## Зміст
Група молодих людей збирається на головну тусовку літа. Як і годиться, підготовка йде повним ходом, але ніхто не здогадується, що доля готує їм зовсім іншу програму на афтепаті. Друзі опиняються в епіцентрі зомбіапокаліпсіса і виявляють, що мерці полюють тільки за тими, хто відчуває страх.

## Ролі
| Актор                 | Роль     |
| --------------------- | -------- |
| Волкова Юлія Олегівна | Наташа   |
| Михайло Єфремов       | Дудіков  |
| Антон Зінов'єв        | Іван     |
| Валерій Зеленський    | Саня     |
| Олександр Левенчук    | Петро    |
| Олександр Єфремов     | Костя    |
| Дар'я Торчиліна       | Вікторія |

## Відгуки
Фільм отримав негативні відгуки кінокритиків. Середня оцінка російських видань становить 42 бали, медіана — 20 балів (опитано 9 видань).